# Gracinha Viterbo
Gracinha Viterbo (Lisboa, 18 de Junho de 1977) é uma das mais premiadas designers de interiores portuguesas.

## Biografia e Trabalho
Neta da conhecida escritora Isabel da Nóbrega, Gracinha Viterbo nasceu a 18 de Junho de 1977 em Lisboa. 
Gracinha Viterbo fez o Liceu Francês Charles Lepierre em Lisboa e depois rumou a Londres para estudar Arquitetura de Interiores na prestigiada Faculdade Central Saint Martins de Arte e Design e na Faculdade de Arte e Design de Chelsea (ambas parte da Universidade das Artes de Londres) com uma bolsa de estudos. Posteriormente fez uma especialização na Inchbald School of Design.
Iniciou a sua carreira em Londres no ateliê da designer sul-africana Kelly Hoppen e em 1999 voltou para Portugal. Desde seu regresso a Portugal, Gracinha Viterbo já desenvolveu centenas de projetos em Portugal, Londres, Brasil, Singapura e Tailândia no seu ateliê Viterbo Interior Design.
Conhecida por ter um estilo "camaleônico" Gracinha Viterbo também colaborou com várias marcas como a Star Alliance e a Nespresso.

## Vida pessoal
Gracinha Viterbo viveu 3 anos em Singapura com o seu marido e quatro filhos onde abriu um ateliê.